# Opatovice I
Opatovice I (německy Opatowitz I) jsou obec v okrese Kutná Hora ve Středočeském kraji. Žije zde 181 obyvatel. Ve vzdálenosti dvanáct kilometrů leží severně město Kutná Hora, třináct kilometrů severovýchodně město Čáslav, dvacet kilometrů severně město Kolín a 22 kilometrů jižně město Světlá nad Sázavou. Protéká tudy Opatovický potok, který je pravostranným přítokem říčky Vrchlice.

## Historie
První písemná zmínka o obci pochází z roku 1344.
Ve vsi Opatovice I (470 obyvatel) byly v roce 1932 evidovány tyto živnosti a obchody: obchod s dobytkem, 3 hostince, 2 koláři, kovář, 2 krejčí, mlýn, obuvník, obchod se smíšeným zbožím, studnař, 2 trafiky, velkostatek Lesního úřadu města Kutné Hory.

## Obyvatelstvo
| Rok            | 1869 | 1880 | 1890 | 1900 | 1910 | 1921 | 1930 | 1950 | 1961 | 1970 | 1980 | 1991 | 2001 | 2011 | 2021 |
| -------------- | ---- | ---- | ---- | ---- | ---- | ---- | ---- | ---- | ---- | ---- | ---- | ---- | ---- | ---- | ---- |
| Počet obyvatel | 472  | 507  | 482  | 446  | 430  | 438  | 386  | 294  | 238  | 187  | 141  | 114  | 104  | 117  | 140  |
| Počet domů     | 72   | 81   | 86   | 82   | 88   | 89   | 95   | 122  | 76   | 66   | 55   | 71   | 94   | 98   | 109  |

## Obecní správa

### Územněsprávní začlenění
Dějiny územněsprávního začleňování zahrnují období od roku 1850 do současnosti. V chronologickém přehledu je uvedena územně administrativní příslušnost obce (osady) v roce, kdy ke změně došlo:
- do 1849 země česká, kraj Čáslav
- 1850 země česká, kraj Pardubice, politický i soudní okres Kutná Hora[7]
- 1855 země česká, kraj Čáslav, soudní okres Kutná Hora
- 1868 země česká, politický i soudní okres Kutná Hora
- 1939 země česká, Oberlandrat Kolín, politický i soudní okres Kutná Hora[8]
- 1942 země česká, Oberlandrat Praha, politický i soudní okres Kutná Hora[9]
- 1945 země česká, správní i soudní okres Kutná Hora[10]
- 1949 Pražský kraj, okres Kutná Hora[11]
- 1960 Středočeský kraj, okres Kutná Hora, obec Červené Janovice[12]
- k 24. listopadu 1990 Středočeský kraj, okres Kutná Hora[12]
- 2003 Středočeský kraj, obec s rozšířenou působností Kutná Hora

### Obecní symboly
Znak a vlajka byly obci uděleny rozhodnutím předsedy Poslanecké sněmovny Parlamentu České republiky dne 22. října 2008.

## Doprava
Dopravní síť
- Pozemní komunikace – Zastavěným územím obce prochází silnice III. třídy. Okrajem katastrálního území obce vede silnice II/126 Kutná Hora – Zbraslavice – Zruč nad Sázavou.

- Železnice – Železniční trať ani stanice na území obce nejsou.

Veřejná doprava 2011
- Autobusová doprava – Obcí projížděla příměstská autobusová linka z Kutné Hory do Třebětína (v pracovních dnech 2 spoje) (dopravce Veolia Transport Východní Čechy, a. s.). O víkendu byla obec bez dopravní obsluhy.

## Galerie

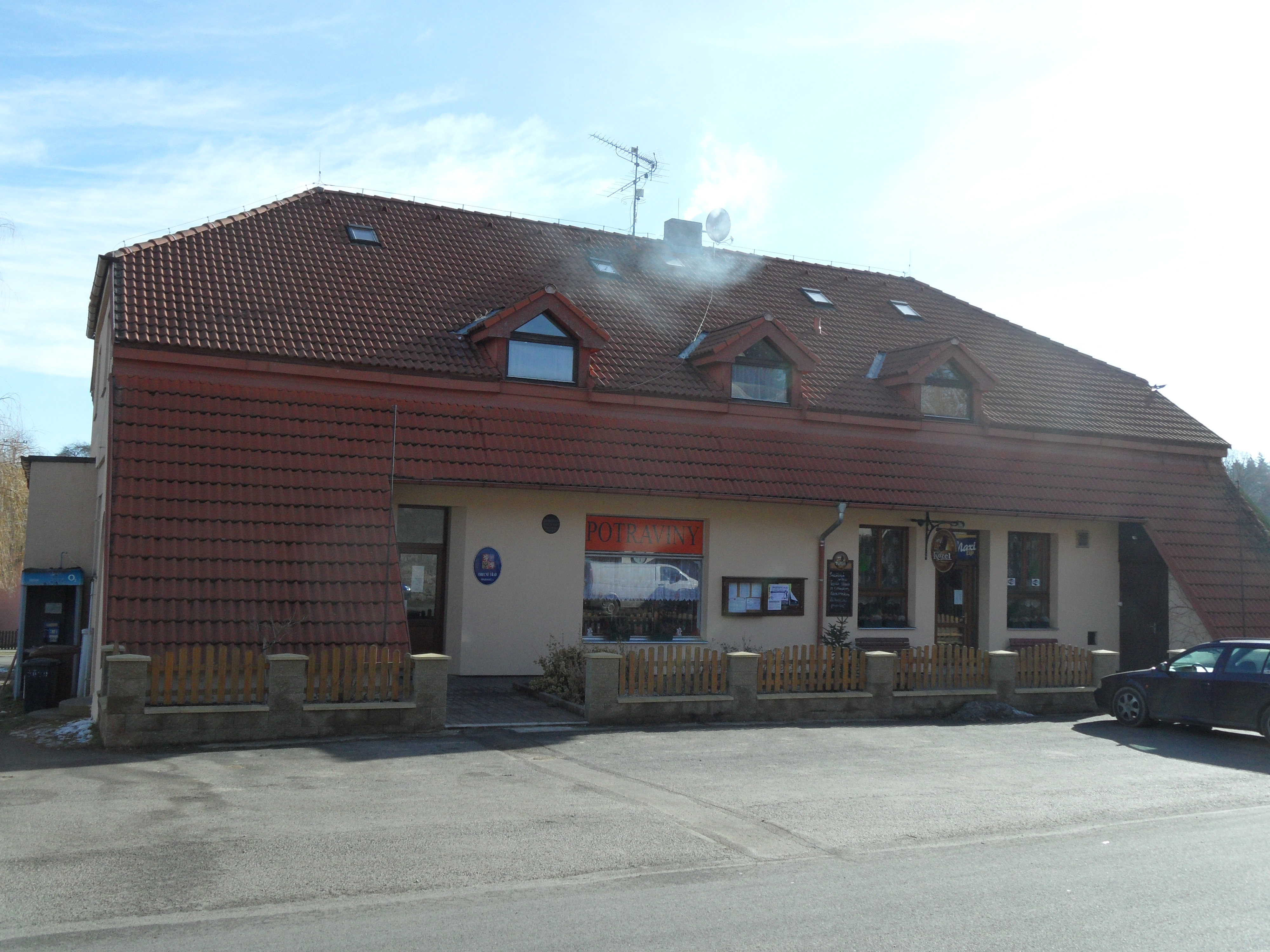
Obecní úřad a obchod s potravinami
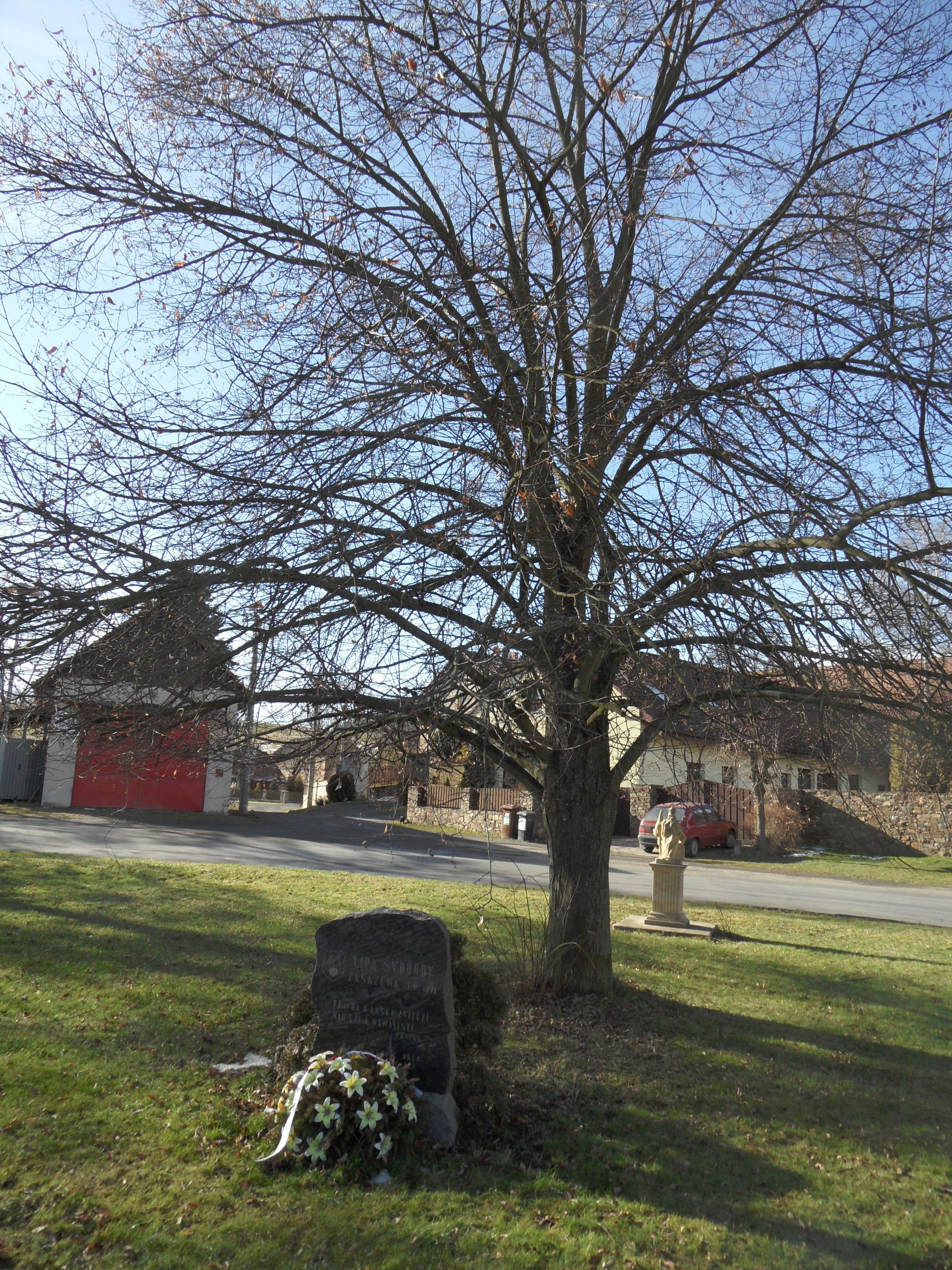
Lípa svobody
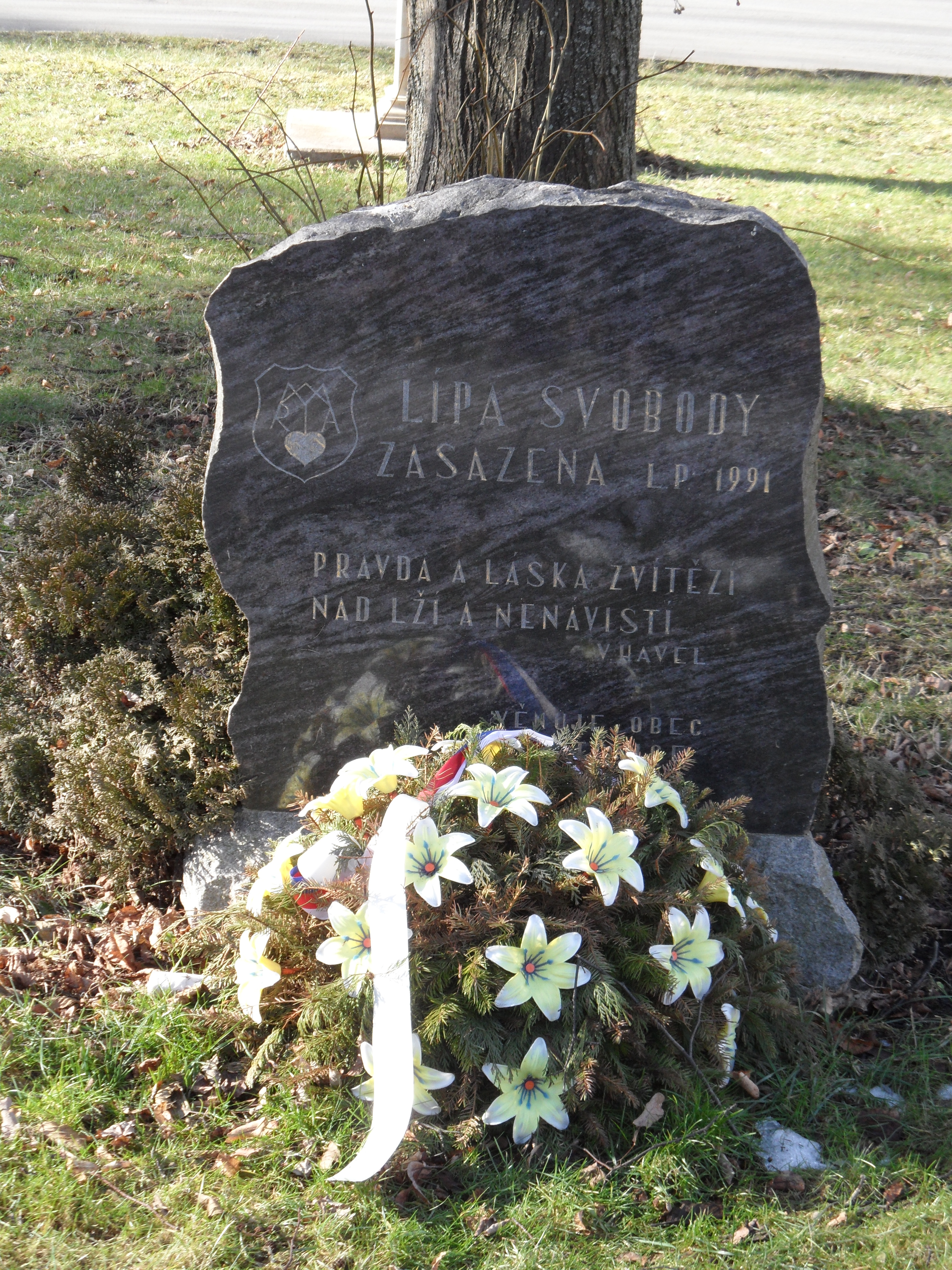
Lípa svobody: detail pamětního kamene
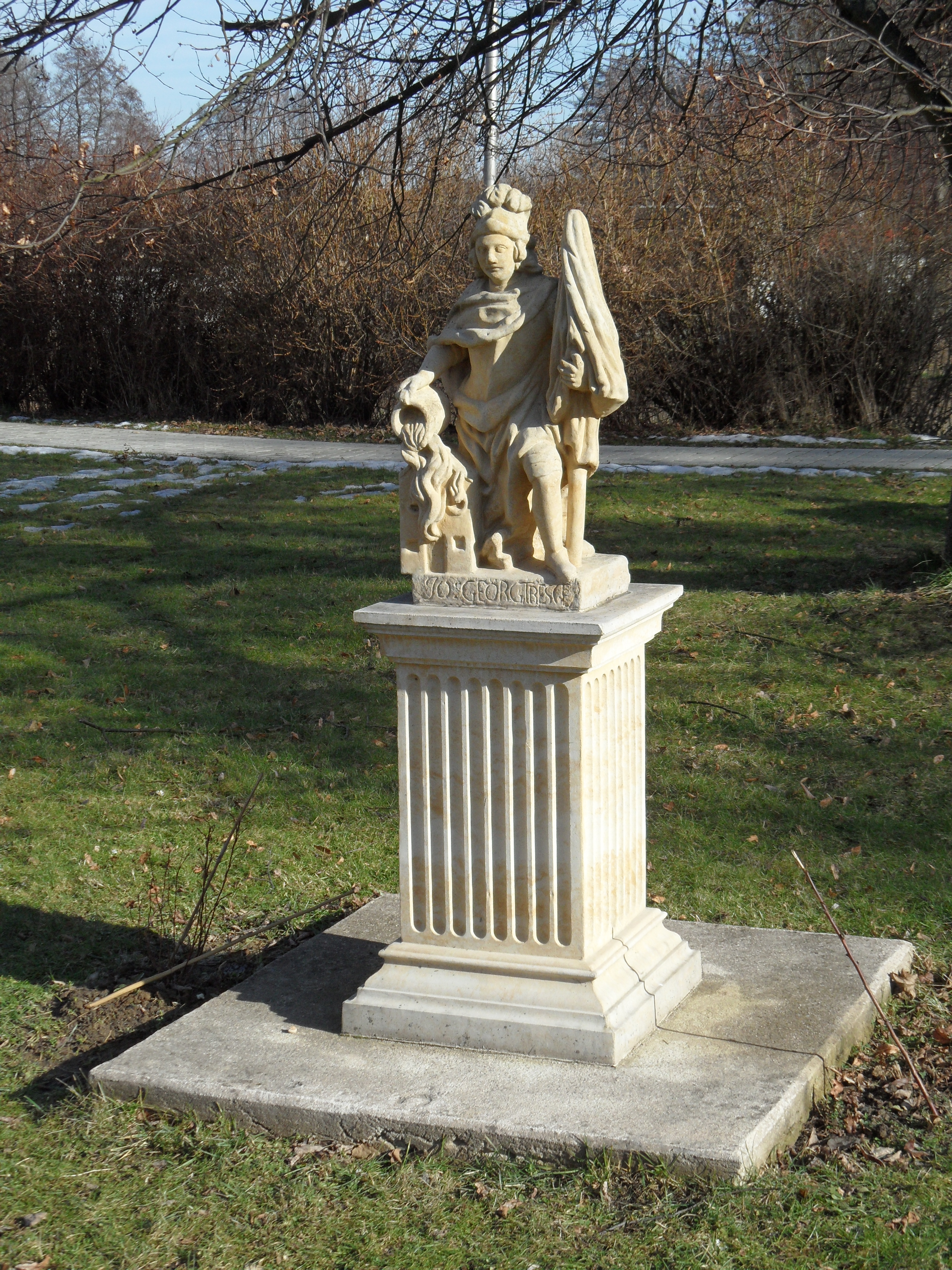
Soška vedle lípy svobody
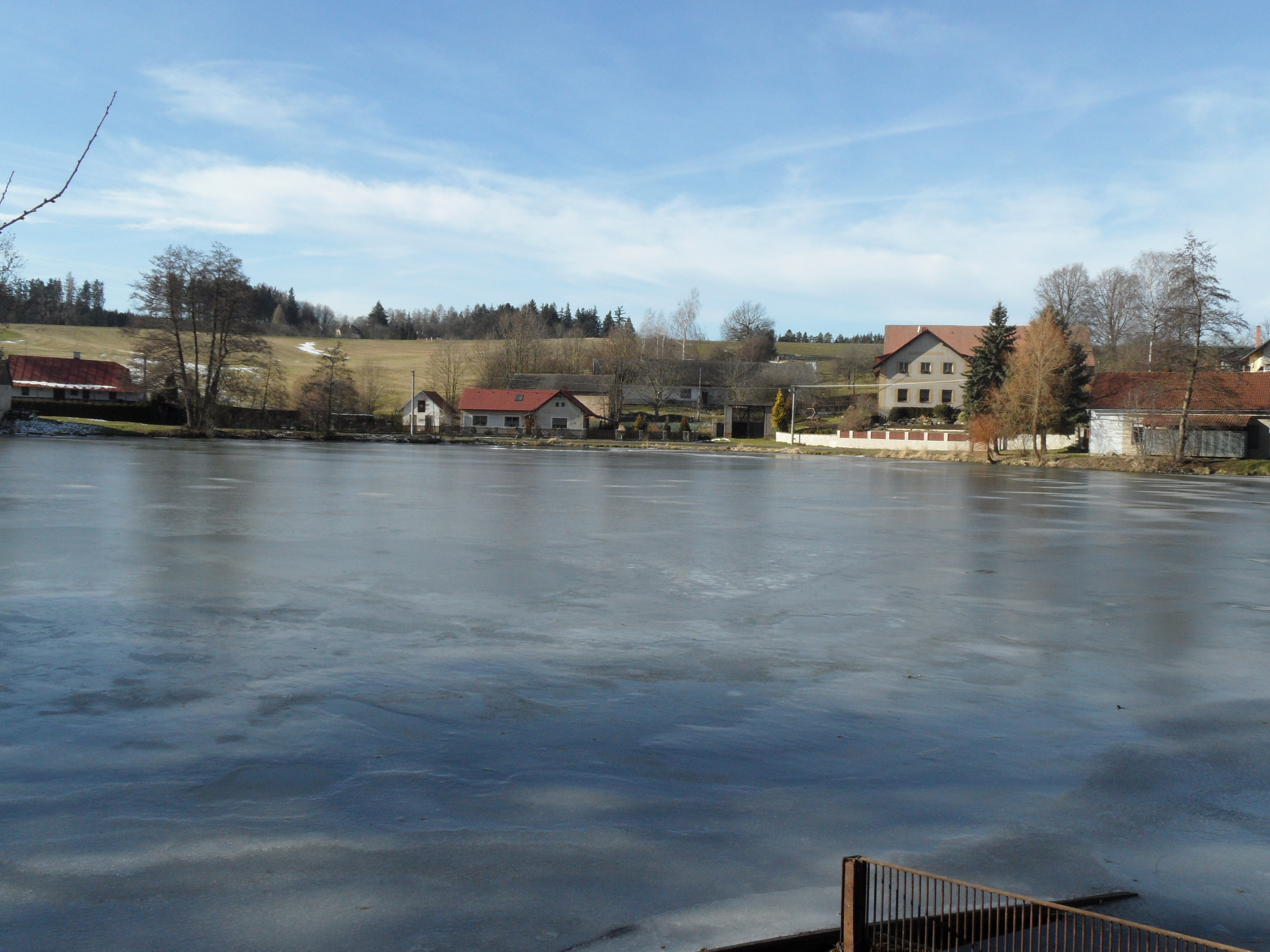
Domy za Mlýnským rybníkem
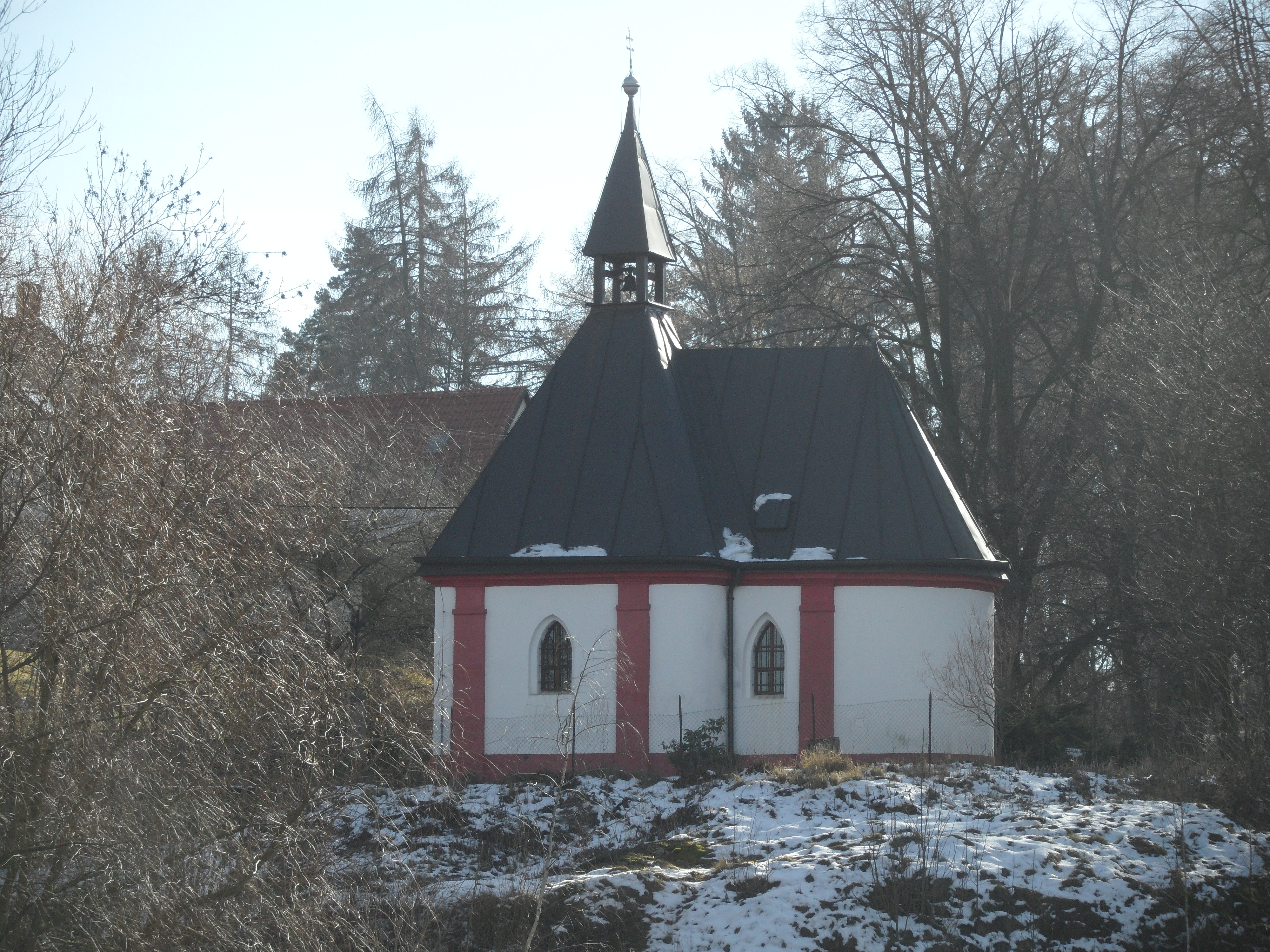
Kostelík, pohled z hráze
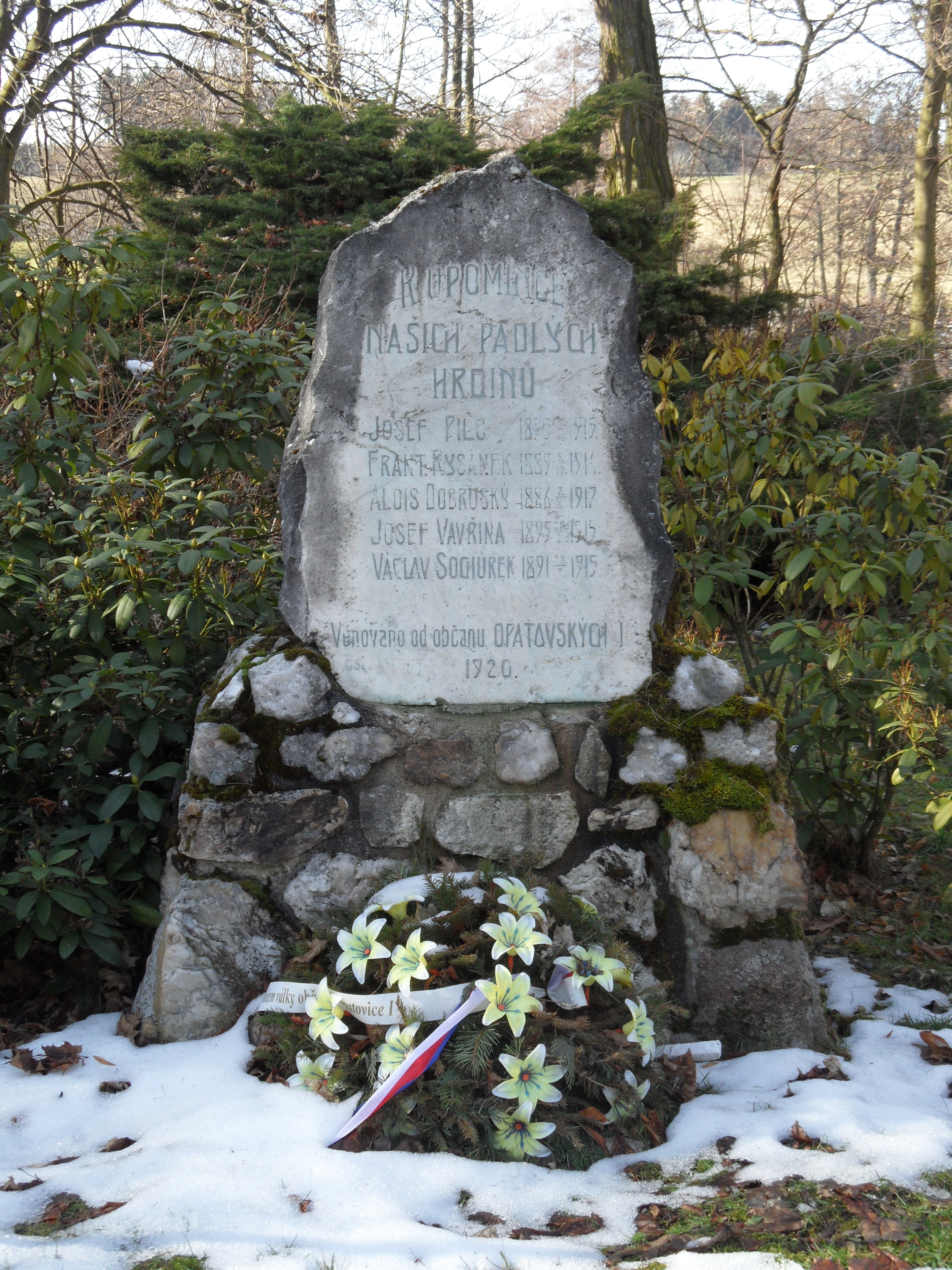
Památník obětem první světové války
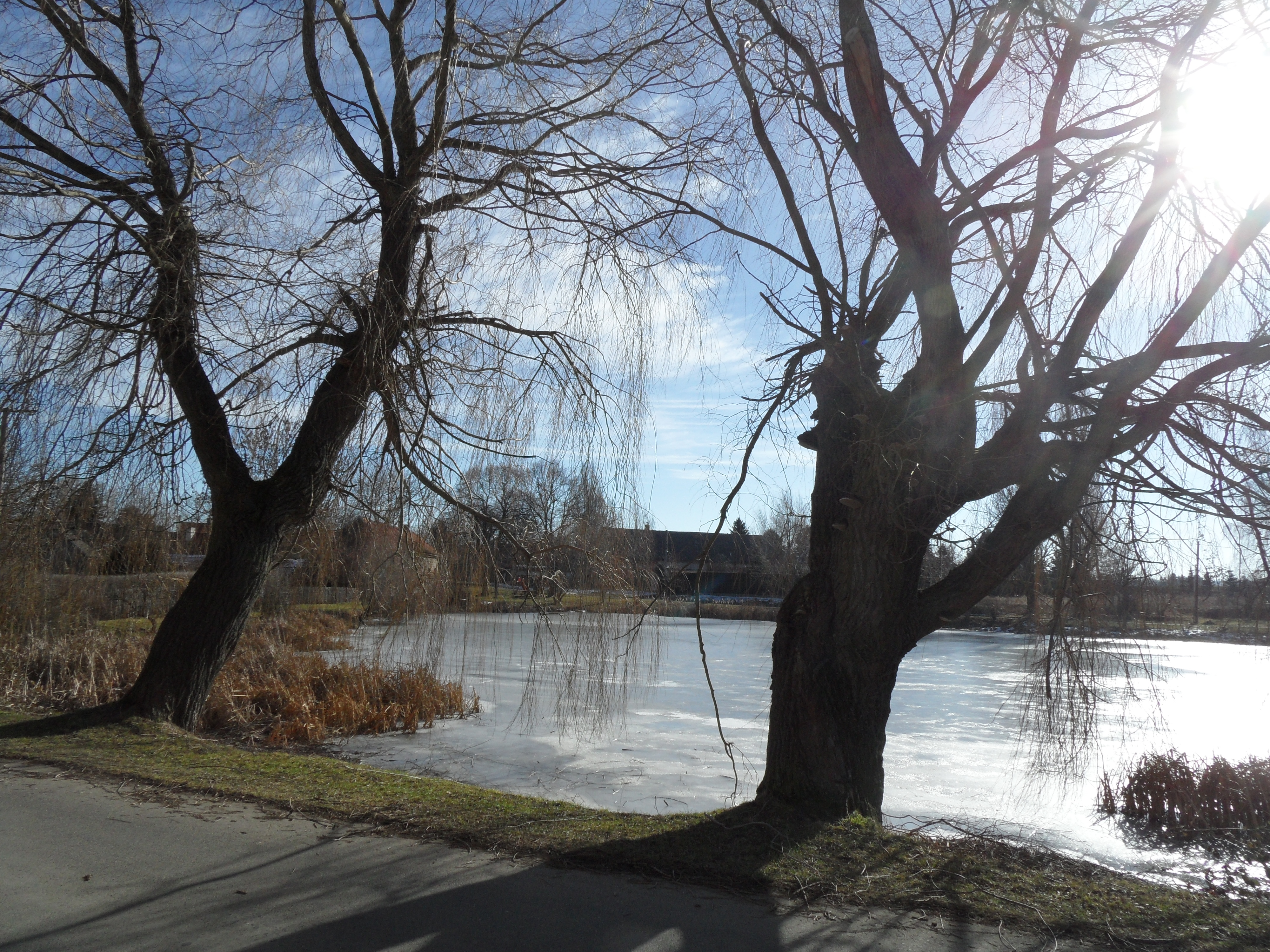
Vrby u bezejmenného rybníčku
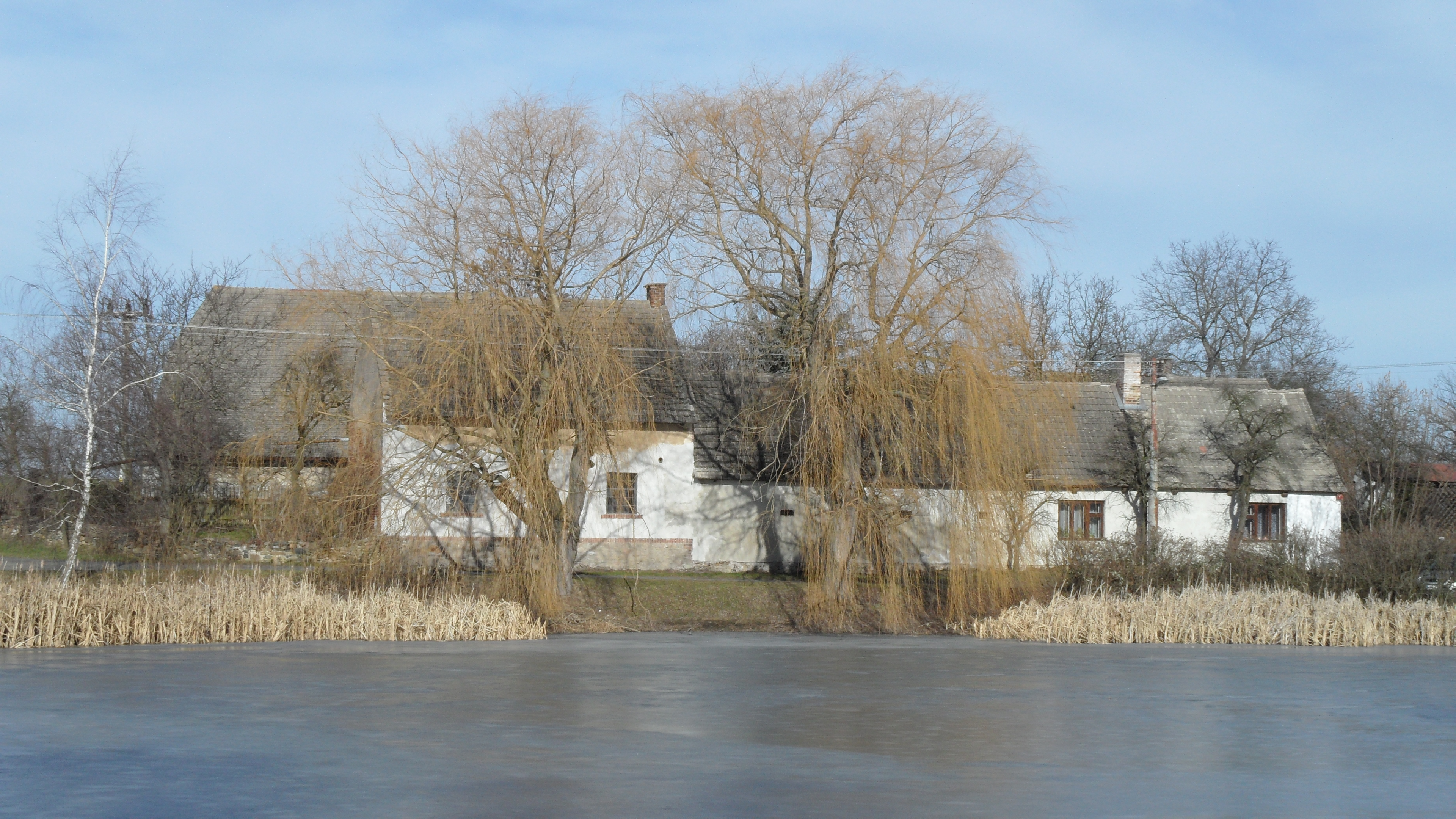
Vrby a hospodářská usedlost